# Мирнинское муниципальное образование
Мирнинское муниципальное образование — муниципальное образование со статусом сельского поселения в 
Тайшетском районе Иркутской области России. Административный центр — поселок Мирный.

## Демография
По результатам Всероссийской переписи населения 2010 года 
численность населения муниципального образования составила 1283 человека, в том числе 637 мужчин и 646 женщин.

## Населённые пункты
В состав муниципального образования входят населённые пункты
- Мирный
- Черманчет
- Пея[2]